# Kislőd
Kislőd (tyska: Kischludt) är en ort (by) i provinsen Veszprém i västra Ungern. Orten har 1 156 invånare (2024), på en yta av 38,18 km². Den ligger cirka 6,5 kilometer nordost om Ajka.